# انتخابات سنای پاکستان (۲۰۱۸)
انتخابات مجلس سنای پاکستان در ۳ مارس ۲۰۱۸ برگزار شد. پس از انتخابات حزب مسلم لیگ به عنوان بزرگ‌ترین حزب انتخاب شد و در ادامه احزاب مردم و تحریک انصاف قرار گرفتند. نتایج این انتخابات به شدت تحت تأثیر مناقشات مربوط به خرید رأی قرار داشت به طوری که شاهد خاقان عباسی، نخست‌وزیر پاکستان و رهبر اپوزیسیون اصلی یعنی عمران خان تقاضای اصلاحات کردند. پیش از برگزاری این انتخابات نامزدهای حزب مسلم لیگ مجبور شدند به خاطر حکم دادگاه عالی پاکستان به صورت مستقل شرکت کنند.
هر نامزد برنده در این انتخابات شش سال در سنا نماینده خواهد بود. این مجلس که در پاکستان «ایوان بالا» خوانده می‌شود، ۱۰۴ کرسی دارد و هر سه سال یک بار انتخاباتی برای نیمی از کرسی‌های آن برگزار می‌شود. مجلس شورای پاکستان (پارلمان) مشتمل بر مجلس سنا و مجمع ملی (مجلس قانونگذاری) است. قرار است نتایج تا ۴ مارس اعلام شود.
مجلس سنا اختیارات زیادی دارد که مجمع ملی فاقد آنها است که یکی از آنها تهیهٔ لوایح پارلمان و تبدیل آنها به قانون است. قانون اساسی اجازهٔ انحلال مجلس سنا را نداده‌است.
هر کدام از چهار استان پاکستان چهارده سناتور در ایوان بالا دارند و هشت سناتور فارغ از جمعیت مناطق قبایلی این کشور، به قبایل تعلق دارند. دبیرخانه سنا در جبهه شرقی ساختمان پارلمان قرار دارد و مجلس شورای این کشور در سمت غرب واقع شده.
در این دوره از انتخابات ۱۰۵ نامزد برای ۵۲ کرسی به رقابت خواهند پرداخت: ۳۳ نفر از ایالت سند، ۲۰ نامزد از ایالت پنجاب، ۲۷ نفر از ایالت خیبرپختونخوا، ۲۵ نامزد از ایالت بلوچستان و شش نامزد نیز برای کرسی اعضای کارشناسی مجلس سنا هستند. احزاب مسلم لیگ نواز، مردم و تحریک انصاف بیشترین شانس برای انتخاب شدن را دارند.
سناتورهایی که در این انتخابات به سنا راه یافتند، شش سال در این سمت خواهند بود. پیش از این انتخابات تعداد کرسی‌های احزاب مختلف پاکستان از این قرار بود: حزب نواز ۲۷ کرسی، مردم ۲۶ کرسی، متحده ۸ کرسی، تحریک انصاف ۷ کرسی، عوامی ملی ۶ کرسی، فضل‌الرحمان ۵ کرسی، احزاب دیگر ۲۵ کرسی.
دورهٔ ۶ ساله رضا ربانی رئیس وقت سنا از حزب مردم در این دوره به پایان رسیده و حزب او می‌کوشد تا با کسب کرسی‌های بیشتر، همچنان ریاست سنا را در دست داشته باشد.
همچنین در این دوره فرصت نمایندگی ۱۸ نفر از نمایندگان حزب مردم، ۹ نفر از حزب نواز، ۵ نفر از حزب عوامی ملی و ۲۰ نفر از احزاب دیگر به پایان رسیده و بازنشسته می‌شوند. حزب تحریک انصاف هیچ نماینده‌ای را از دست نخواهد داد و فقط ممکن است نمایندگان جدیدتری به دست آورد.
انتخابات مجمع ملی پاکستان در ۲۵ ژوئیه ۲۰۱۸ (۲۴ تیر ۱۳۹۷) برگزار خواهد شد و احزاب مختلف در تلاش هستند در آن انتخابات نیز بیشترین کرسی‌ها را به دست آورند.